# Cry Baby Cry (Santana)
Cry Baby Cry è una canzone scritta da Lester Mendez, Sean Paul, Kara DioGuardi, e Jimmy Harry per il chitarrista Carlos Santana. La canzone è cantata da Joss Stone e Sean Paul. Il video, girato da Chris Robinson, vede Sean Paul cantare su uno sfondo e immagini di donne che piangono. Joss Stone non appare affatto nel video. Cry Baby Cry è il terzo singolo estratto dall'album di Santana All That I Am, nonché il quarto singolo dell'album The Trinity di Sean Paul.

## Tracce
CD single
1. Cry Baby Cry (feat. Sean Paul & Joss Stone) (Album Version) – 3:53
2. Con Santana (feat. Ismaïla e Sixu Toure a.k.a. Toure Kunda) (Album Version) – 3:20
3. Cry Baby Cry (feat. Sean Paul e Joss Stone) (FP Mix)
4. Cry Baby Cry (Video)

## Classifiche
| Classifica (2006)            | Maggiore posizione |
| ---------------------------- | ------------------ |
| Dutch Mega Single Top 100    | 63                 |
| German Singles Chart         | 47                 |
| Italian Singles Chart (FIMI) | 19                 |
| Romanian Top 100             | 14                 |
| Swiss Singles Chart          | 29                 |
| Official Singles Chart       | 71                 |